# Zeepnotenboom
Zeepnotenboom (Sapindus) is een geslacht van bomen uit de zeepboomfamilie (Sapindaceae). De bomen komen voor in de tropen en subtropen. De botanische naam Sapindus is afgeleid van het Latijnse woord 'sapo' dat zeep betekent en 'indus' dat voor India staat. De vruchten worden zeepnoten of wasnoten genoemd. Tot dit geslacht behoren onder andere:
- grote zeepnoot (Sapindus mukorossi), die groeit in Noord-India en Nepal, op 200-1500 meter hoogte (Engels:soapnut tree; indiaas: Reetha of Ritha).
- kleine zeepnoot (Sapindus trifoliatus), die stamt uit Zuid-India waar het klimaat milder en warmer is (Engels: soapnut tree of South India).

## Grote zeepnoot
De grote zeepnoot komt van nature voor in Shivalik Hills en de buitenste Himalayas. In deze hele regio, van Afghanistan in het westen tot China in het oosten, vindt men deze boom in het wild. Hij voelt zich thuis in diepe, klei-achtige grond en voelt zich het prettigst bij 1500 tot 2000 mm regen per jaar.
De boom heeft een gunstig effect op de ontbossing van de onderste 900 m van de Westerse Himalayas. De grond wordt vruchtbaarder en zowel de noten als de schaal werken als natuurlijke meststoffen, waarbij verontreinigde grond zuiverder wordt.

### Plantkenmerken
De stam van de grote zeepnoot is recht en cilindrisch, bijna 4-5 m hoog. De kroon ontwikkelt zijtakken en loof in een paraplu-vormige top met een diameter van ongeveer 5 m. De boom kan een hoogte bereiken van 25 m en een omtrek van 3-5 m tijdens de 70 tot 90 jaar van zijn bestaan.
De grote zeepnoot heeft een grijze, zachte, afschilferende bast en geveerde bladeren. Deze bladeren worden tijdens droogte gebruikt als veevoer.
De grote zeepnoot bloeit in juli-augustus. De bloemen zijn klein en wit-groen en staan in pluimen bij elkaar. De vrucht is een steenvrucht met een leerachtige schil en is rijp in oktober-december. De vruchten zijn alleenstaand, rond en plakkerig, met een diameter van 2-2,5 cm. Ze zijn vlezig, geel-bruin van kleur en bevatten een tot drie zaden. Het zaad zit opgesloten in een zwarte, gladde en harde binnenwand.

### Gebruik van de vruchten

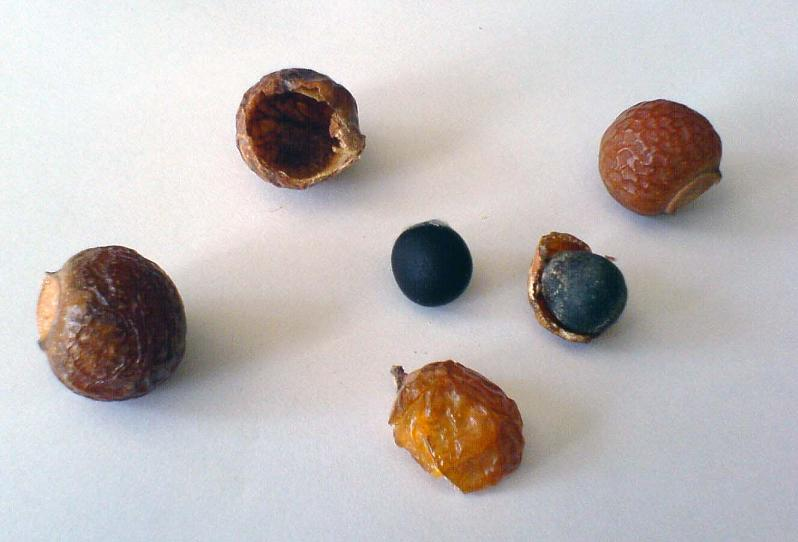
Vruchten en zaad

Hoewel de vrucht botanisch gezien een steenvrucht is, wordt deze meestal aangeduid als noot. Het vruchtvlees wordt in Ayurvedisch, Unani en Tibetaanse gebruiken benut ter behandeling van een aantal kwalen, bijvoorbeeld verkoudheid, pukkels, verstopping, misselijkheid. Ook is kort geleden een samentrekkende crème ontwikkeld.
Het vruchtvlees van de zeepnotenboom bevat giftige saponinen, om voor schadelijke insecten oneetbaar te zijn en om zich tegen bederf door schimmels en bacteriën te beschermen. Het vruchtvlees van de grote zeepnoot bevat ca. 15% saponinen. De wasprestatie van de kleine zeepnoot is normaliter slechter dan bij de grote zeepnoot.
De saponine heeft enige reinigende en antibacteriële eigenschappen, en werkt als een soort zeep als het met water in contact komt.
In onder andere India wordt het gedroogde vruchtvlees van de zeepnoten, waaruit de zaden zijn verwijderd, al eeuwenlang gebruikt als wasmiddel en voor de lichaamsverzorging. De zeepnoten worden gebruikt om waardevolle stoffen van zijde en met veel borduurwerk te wassen zonder dat zij daaronder te lijden hebben. De laatste jaren echter, winnen de westerse wasmiddelen steeds meer terrein in India. Daar in dit land (nog) onvoldoende waterzuivering plaatsvindt, stromen de afvalstoffen de rivieren in en werken hier destructief voor de ecologische kringloop. Ook worden zeepnootbomen gekapt, omdat de vraag naar zeepnoten op dit moment dalend is.
De vruchten kunnen ook gebruikt worden bij de visvangst, omdat saponinen vissen kunnen bedwelmen en zelfs doden.

## Soorten
Het aantal te onderscheiden soorten verschilt van auteur tot auteur. In Noord-Amerika worden één of drie soorten onderscheiden.
- Sapindus delavayi. China.
- Sapindus drummondii (synoniem: Sapindus saponaria var. drummondii) Western Soapberry. In het zuiden van de Verenigde Staten, Mexico.
- Sapindus emarginatus. Zuid-Azië.
- Sapindus marginatus Florida Soapberry. Van Florida tot South Carolina; inclusief S. saponaria door sommige auteurs.
- Sapindus mukorossi Chinese Soapberry. Zuid-China ten westen van de Himalaya.
- Sapindus oahuensis Hawaii Soapberry of Lonomea. Hawaï (endemisch).
- Sapindus rarak. Zuidoost-Azië.
- Sapindus saponaria Wingleaf Soapberry. Florida Keys, Caribisch gebied, Centraal-Amerika.
- Sapindus tomentosus. China.
- Sapindus trifoliatus South India Soapnut of Three-leaf Soapberry. Zuid-India, Pakistan.